# Internationaux de Strasbourg 1993
L'Internationaux de Strasbourg 1993 è stato un torneo di tennis giocato sulla terra rossa.
È stata la 7ª edizione del Internationaux de Strasbourg, che fa parte della categoria Tier III nell'ambito del WTA Tour 1993. Si è giocato a Strasburgo in Francia, dal 17 al 23 maggio 1993.

## Campionesse

### Singolare
Naoko Sawamatsu ha battuto in finale  Judith Wiesner con il punteggio di 4–6, 6–1, 6–3

### Doppio
Shaun Stafford /  Andrea Temesvári hanno battuto in finale  Jill Hetherington /  Kathy Rinaldi Stunkel con il punteggio di 6–7, 6–3, 6–4